# 佩尼亚罗亚新村
佩尼亚罗亚新村是西班牙安达卢西亚自治区科尔多瓦省的一个市镇。总面积65平方公里，总人口1244人（2001年），人口密度191人/平方公里。

## 人口
| 佩尼亚罗亚新村         |
|                        |
| 来源：西班牙国家统计局 |